# Siti di interesse comunitario del Friuli-Venezia Giulia
I siti di interesse comunitario del Friuli-Venezia Giulia sono località di rilevante interesse ambientale in ambito CEE riferiti alla regione biogeografica mediterranea". Le località, definite con l'acronimo SIC, sono state proposte sulla base del Decreto 25/3/2005, pubblicato sulla Gazzetta Ufficiale della Repubblica Italiana n. 157 dell'8 luglio 2005predisposto dal Ministero dell'Ambiente e della Tutela del Territorio e del Mare ai sensi della direttiva CEE.
Ad esse si aggiungono le zone di protezione speciale, il cui acronimo è ZPS, che sono state proposte sulla base del Decreto 25 marzo 2005 pubblicato sulla Gazzetta Ufficiale della Repubblica Italiana n. 168 del 21 luglio 2005.
.
Molte di queste coincidono in tutto o in parte con aree già in precedenza protette dalla legislazione nazionale o regionale. Tra i numerosi SIC si possono ricordare:

## Elenco ZPS del Friuli-Venezia Giulia
- Gruppo del Monte Coglians - IT3320001
- Val Rosandra e Monte Cocusso - IT3340004

Provincia di Gorizia
- Laguna di Marano e Grado - IT3320037
- Foce dell'Isonzo - Isola della Cona - IT3330005
- Valle Cavanata e Banco Mula di Muggia - IT3330006

Provincia di Pordenone
- Dolomiti friulane - IT3310001

Provincia di Trieste
- Carso - non presente nell'elenco ZPS del 2005

Provincia di Udine
- Dolomiti friulane - IT3310001
- Alpi Carniche - non presente nell'elenco ZPS del 2005
- Alpi Giulie - IT3321002
- Laguna di Marano e Grado - IT3320037
- fiume tagliamento